# Cenni di Francesco di Ser Cenni

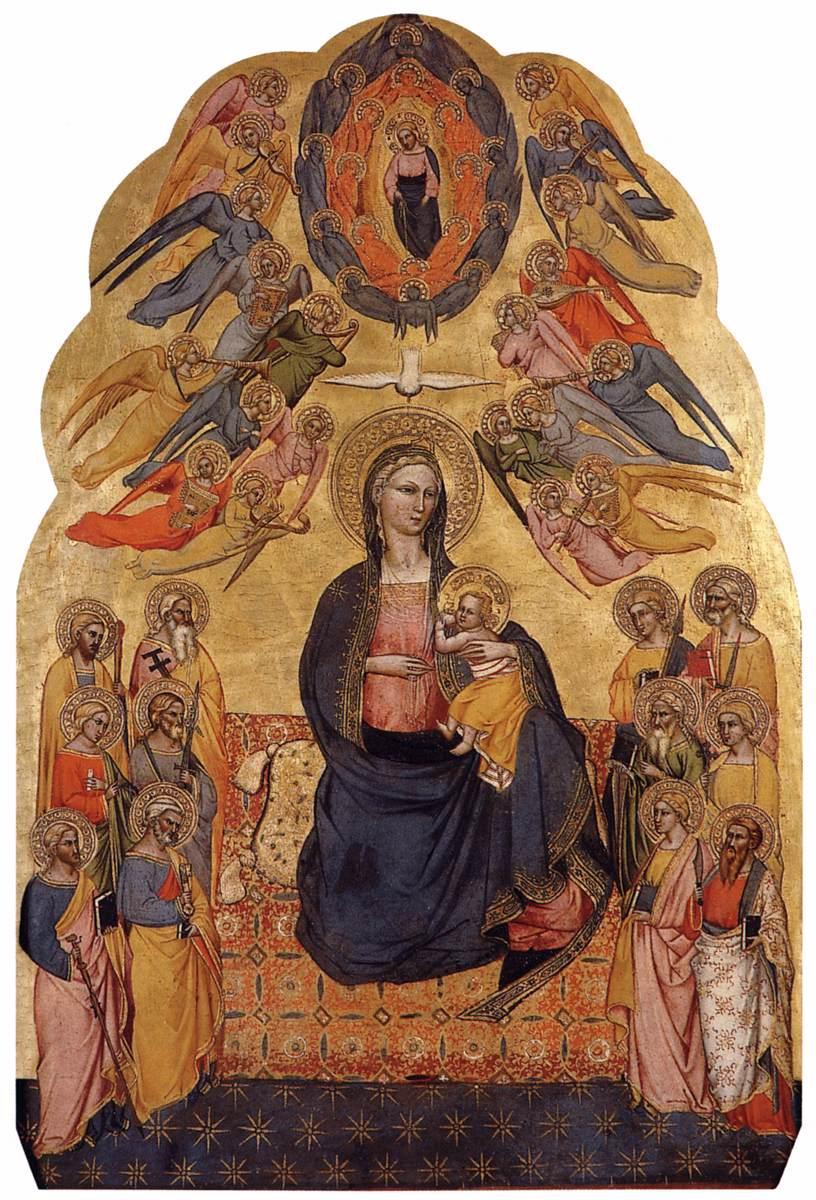
Mare de Déu de la Humilitat amb el Pare Etern, l'Esperit Sant i els dotze apòstols (1375 – 1380), Col·lecció Thyssen-Bornemisza en dipòsit al Museu Nacional d'Art de Catalunya

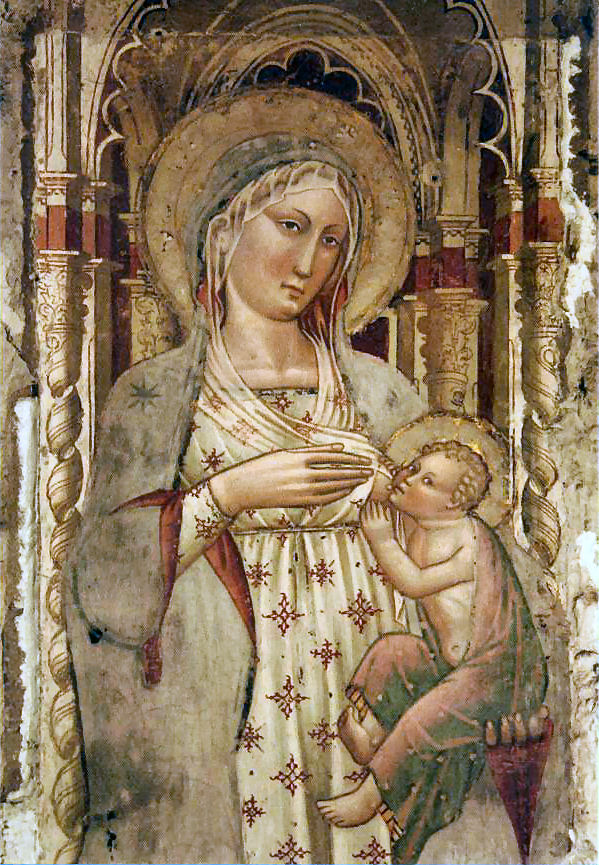
Mare de Déu i el Nen. Pintura al fresc. Pieve di San Lazzaro (Certaldo)

Cenni di Francesco di Ser Cenni (1369 – cap a 1415) va ser un pintor i miniaturista italià del segle xiv actiu a Florència.
Cenni di Francesco es troba registrat, el març de 1369, a l'Arte dei Medici e Speziali de Florència. Pintor d'estil gòtic florentí, va ser influenciat per l'estil de l'anomenat Maestro della Misericordia dell'Accademia i Giovanni del Biondo, amb qui també podria haver sigut col·laborador. El seu estil de pintura es va veure influenciat per la seva experiència amb la miniatura i els principis de la pintura romana d'Orient: fons daurats, espai sense profunditat, figures allargades i aurèoles adornades.
Hom assenyala la seva mort vora el 1415, any en què apareix inscrit a la Compagnia di San Luca de Florència.

## Obra
La majoria de les seves obres són presents a Florència i als seus voltants. Una de les seves obres més destacades és una sèrie de pintures al fresc, pintades el 1410, a la Cappella della Croce di Giorno, adjacent a l'església de Sant Francesc de Volterra (Toscana). La font de l'obra és l'anomenada Llegenda àuria, una col·lecció d'hagiografies recollides el 1260 pel frare dominic Iacopo da Varazze. Aquestes pintures també estan inspirades en l'obra d'Agnolo Gaddi a la capella major de la Basílica de la Santa Creu de Florència.